# Фізіатрія
Фізіатрія — це розділ медицини, що займається профілактикою, діагностикою і лікуванням хвороби чи травми та реабілітацією наявних порушень чи неповносправності з використанням фізичних (світло, тепло, холод, вода, струм, терапевтичні вправи, механічні прилади) та інколи фармацевтичних засобів.
Фізіатр — лікар, що спеціалізується у фізичній медицині та реабілітації.
Фізіатрія (фізична медицина, фізична медицина і реабілітація, фізична і реабілітаційна медицина) як окрема медична спеціальність існує у США, Канаді та всіх країнах Європейської співдружності, окрім Данії та Мальти. Професійна назва і тривалість підготовки фахівців у окремих країнах можуть відрізнятись. Поширеними є назви фізіатр, лікар з фізичної і реабілітаційної медицини, лікар з фізичної медицини і реабілітації, лікар з реабілітаційної медицини. У США станом на 2002 рік працювало понад 7000 фізіатрів. Тривалість навчання у цій країні є найдовшою і становить 8 років.
В Україні є синонімом лікар фізіотерапевт.
Міжнародним відповідником спеціальності «фахівець з фізичної реабілітації» слід вважати спеціальність «фізіотерапевт» (фізичний терапевт), що є не лікарською професією і внесена за кодом 2264 у частину 226 «Інші професіонали в галузі охорони здоров'я» Міжнародного класифікатора професій ISCO-08.
Українському «фізіотерапевт» відповідає фізіатр.